# Bundesautobahn 8
Bundesautobahn 8 eller A 8 er en motorvej i Tyskland. Den går tværs igennem den sydlige del af landet og skaber forbindelse mellem Luxembourg og Østrig. Anlæggelsen påbegyndtes i 1934, med det første stykke mellem München og grænsen til Østrig, men strækningen er som helhed endnu ikke færdiggjort, da der endnu er to afbrydelser.